# Szakadát
Szakadát es un pueblo ubicado en el distrito de Tamási, en el condado de Tolna, Hungría.

## Superficie
Posee una superficie de 10,70 kilómetros cuadrados.

## Demografía
Hasta 2023 la población era de 214 habitantes, con una densidad de población de 20,00 habitantes por kilómetro cuadrado.